# 姜习
姜习（1923年1月—2020年6月29日），男，浙江宁波人，中华人民共和国政治人物。原中华人民共和国商业部副部长、党组副书记。是中共十二大候补代表，中共十三大代表，政协第七届、八届全国委员会委员。

## 生平
1923年1月，生于浙江宁波。1942年4月，参加新四军，同年9月加入中国共产党。1946年2月起，先后任华东军政委员会财政部预算处科长、计划处副处长等。
1952年10月起，先后任中华人民共和国财政部工业财务司副司长，经济建设财务司副司长，工业交通商业司副司长等。1969年1月至1970年7月，被下放到五七干校劳动。1970年9月起，先后任内蒙古自治区革命委员会财贸办公室主任，自治区革委会副主任等。
1978年8月，任中华人民共和国商业部副部长、党组成员。1979年6月，任中华人民共和国粮食部副部长、党组成员。1982年3月，任中华人民共和国商业部副部长、党组副书记。1986年5月，兼任中华人民共和国国务院经济调节办公室副主任。1994年8月，任中国商业联合会会长。于1999年1月退休。
是中国共产党第十二次全国代表大会候补代表，中国共产党第十三次全国代表大会代表，政协第七届、八届全国委员会委员。
2020年6月29日，因病医治无效在北京逝世，享年97岁。